# Station Wolfheze
Station Wolfheze is een spoorwegstation in het Gelderse Wolfheze (gemeente Renkum) aan de spoorlijn Utrecht - Arnhem (Rhijnspoorweg). Het station werd geopend op 16 mei 1845, gelijktijdig met de oplevering van de spoorlijn Ede - Arnhem. Dat het kleine Wolfheze een station kreeg was te danken aan baron Van Brakell. Hij schonk de benodigde grond, op voorwaarde dat alle treinen er zouden stoppen. In 1899 werd het stationsgebouw geopend.  Het stationsontwerp is van het Standaardtype Visvliet dat vanaf 1890 tot en met 1903 gebruikt werd voor in totaal zes Nederlandse spoorwegstations. Het gebouw in Wolfheze is het laatste nog bestaande gebouw van deze zes, de andere 5 soortgelijke gebouwen zijn gesloopt. 

Sinds 1973 bevindt zich in het stationsgebouw een levensmiddelenwinkel en na de renovatie in 2006 een kleine supermarkt met sinds 2008 ook een snackcorner.
Oorspronkelijk had het station ook een goederenloods en een laad-losperron. Het goederenvervoer werd in 1972 gestaakt. Aan de noordzijde van het emplacement werd in de Tweede Wereldoorlog door de Duitsers een aftakking naar de Vliegbasis Deelen aangelegd. Dit lijntje is na de bevrijding weer verwijderd. Aan de oostkant van het stationsgebouw bevinden zich voormalige baanwachterswoningen. In de bakstenen muur staan de teksten Wolfheze A en Wolfheze B.
Wolfheze telt twee perrons met drie sporen. Spoor 2 aan het eilandperron, dat aan weerszijden van het station aansluit op beide andere sporen, werd normaal gesproken niet gebruikt. Met ingang van dienstregeling 2017 wordt dit spoor gebruikt wanneer ICE International de sprinter inhaalt. Dit spoor kan ook gebruikt worden als keerspoor of als passeermogelijkheid wanneer een Sprinter vertraagd is. De te passeren trein wordt op dit spoor geparkeerd.

## Verbindingen
| Serie | Treinsoort    | Route                                       | Bijzonderheden |
| ----- | ------------- | ------------------------------------------- | -------------- |
| 7500  | Sprinter (NS) | Ede-Wageningen – Wolfheze – Arnhem Centraal |                |

## Ontwikkeling aantal reizigers
Het aantal door NS vervoerde reizigers (per gemiddelde werkdag) ontwikkelde zich sedert 2019 als volgt:
| Jaar | Aantal reizigers |
| ---- | ---------------- |
| 2019 | 651              |
| 2020 | 345              |
| 2021 | 354              |
| 2022 | 468              |
| 2023 | 572              |
| 2024 | 576              |

## Afbeeldingen

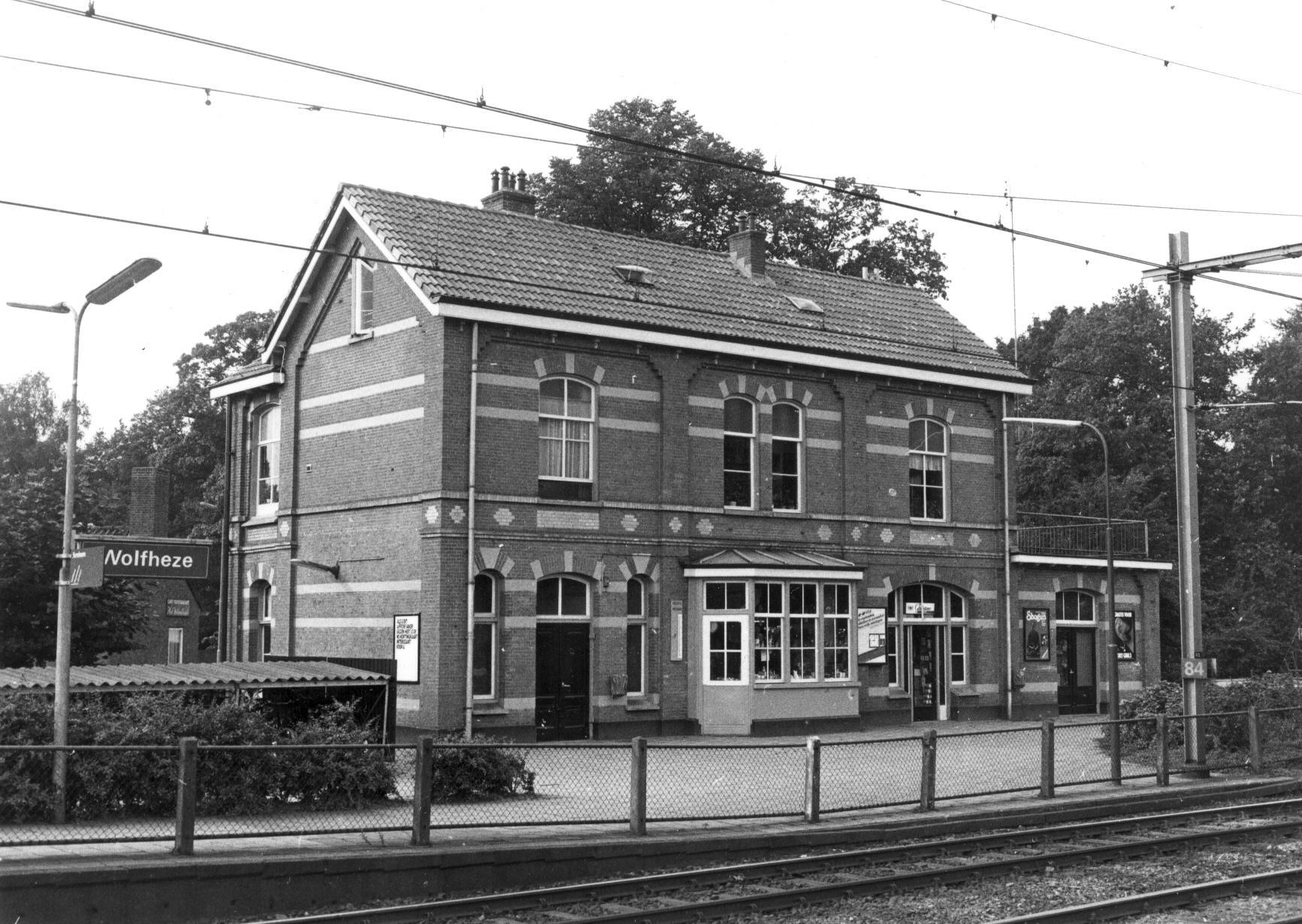
Station in 1981
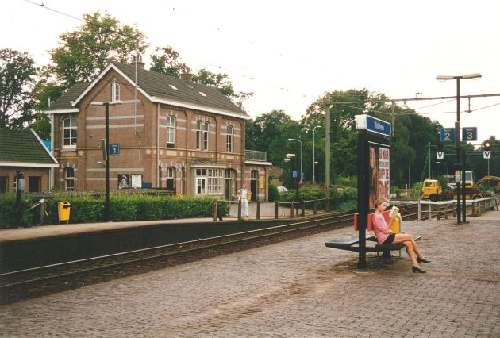
Perrons in 1993
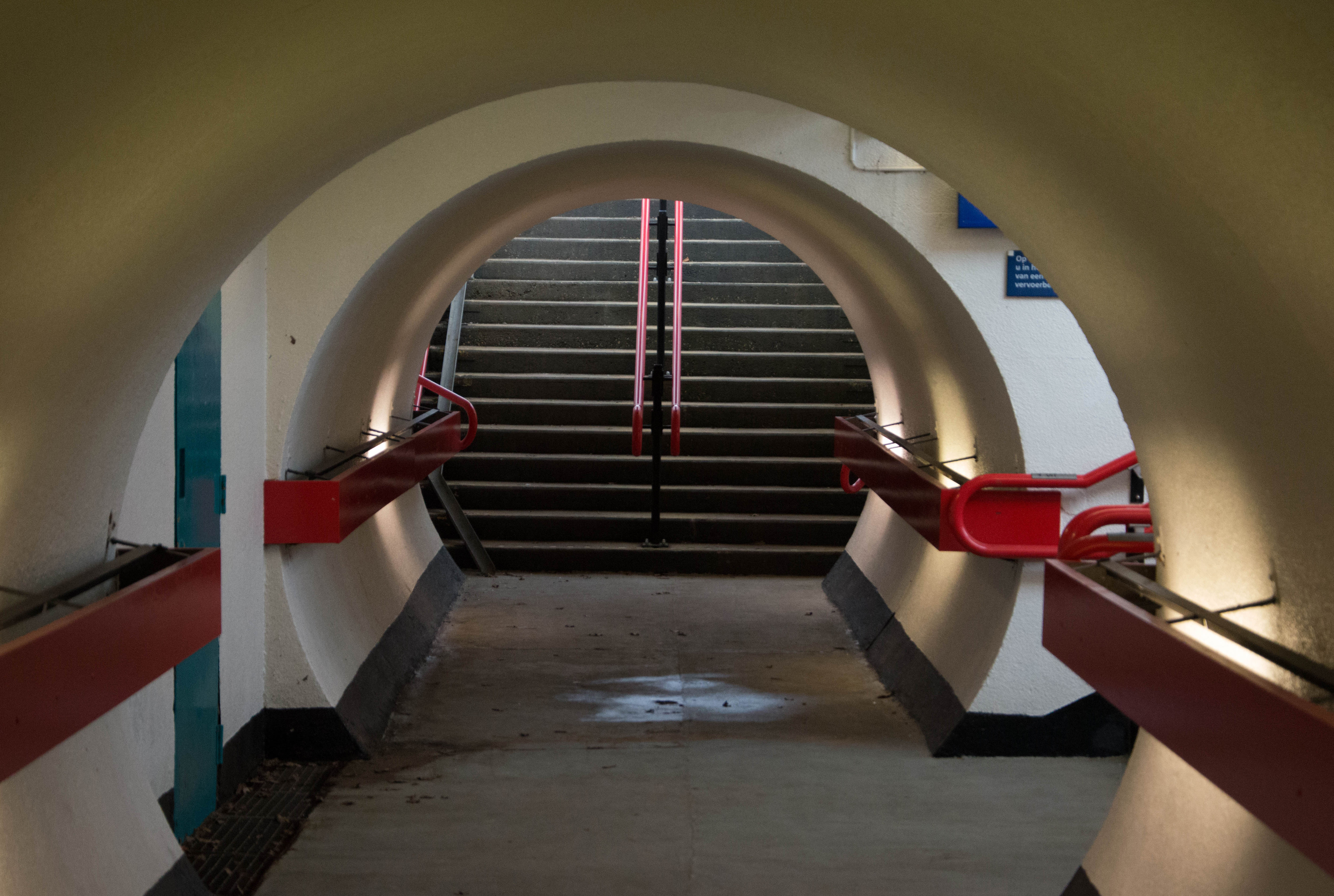
Voetgangerstunnel
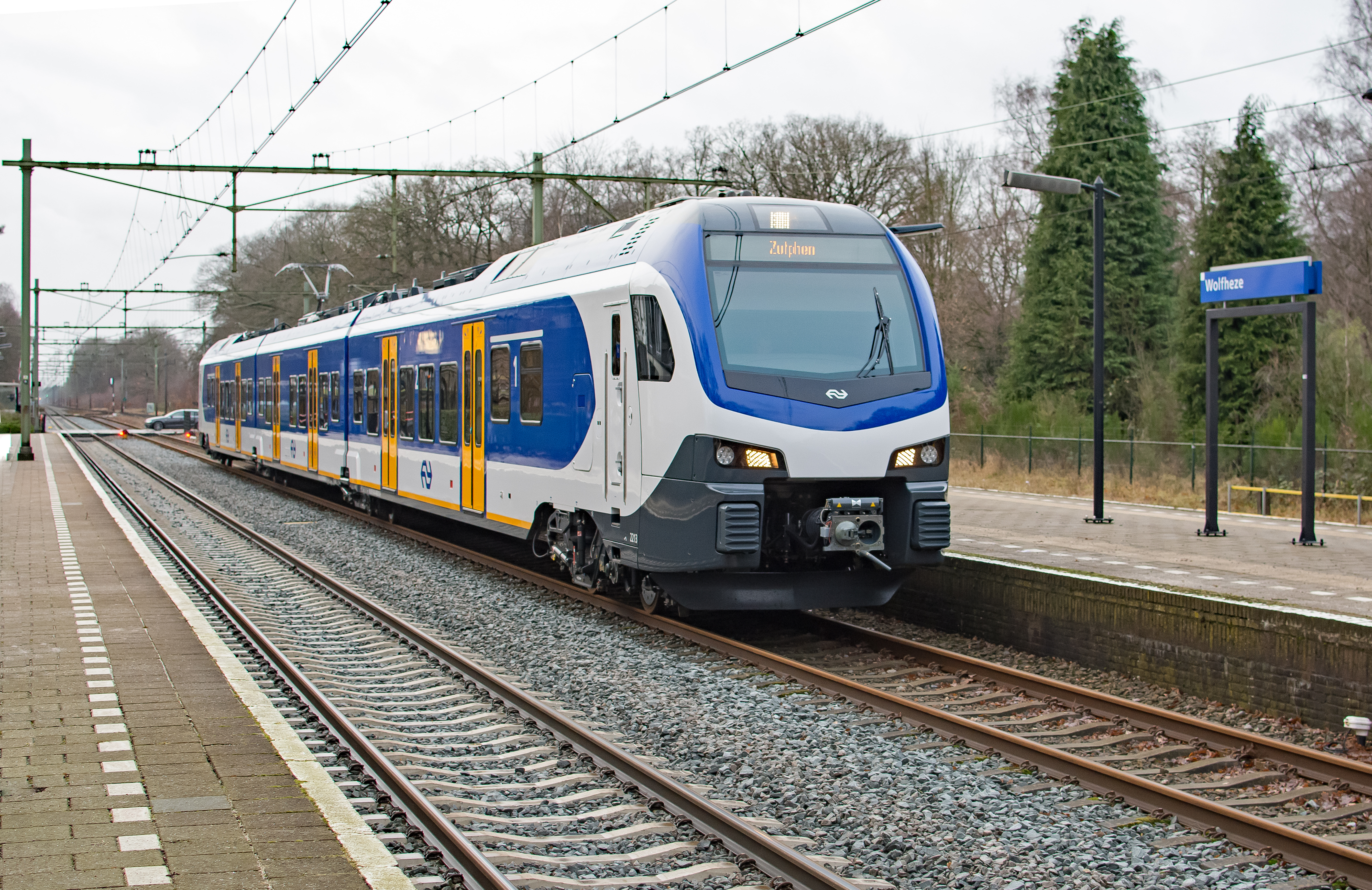
NS FLIRT op het station
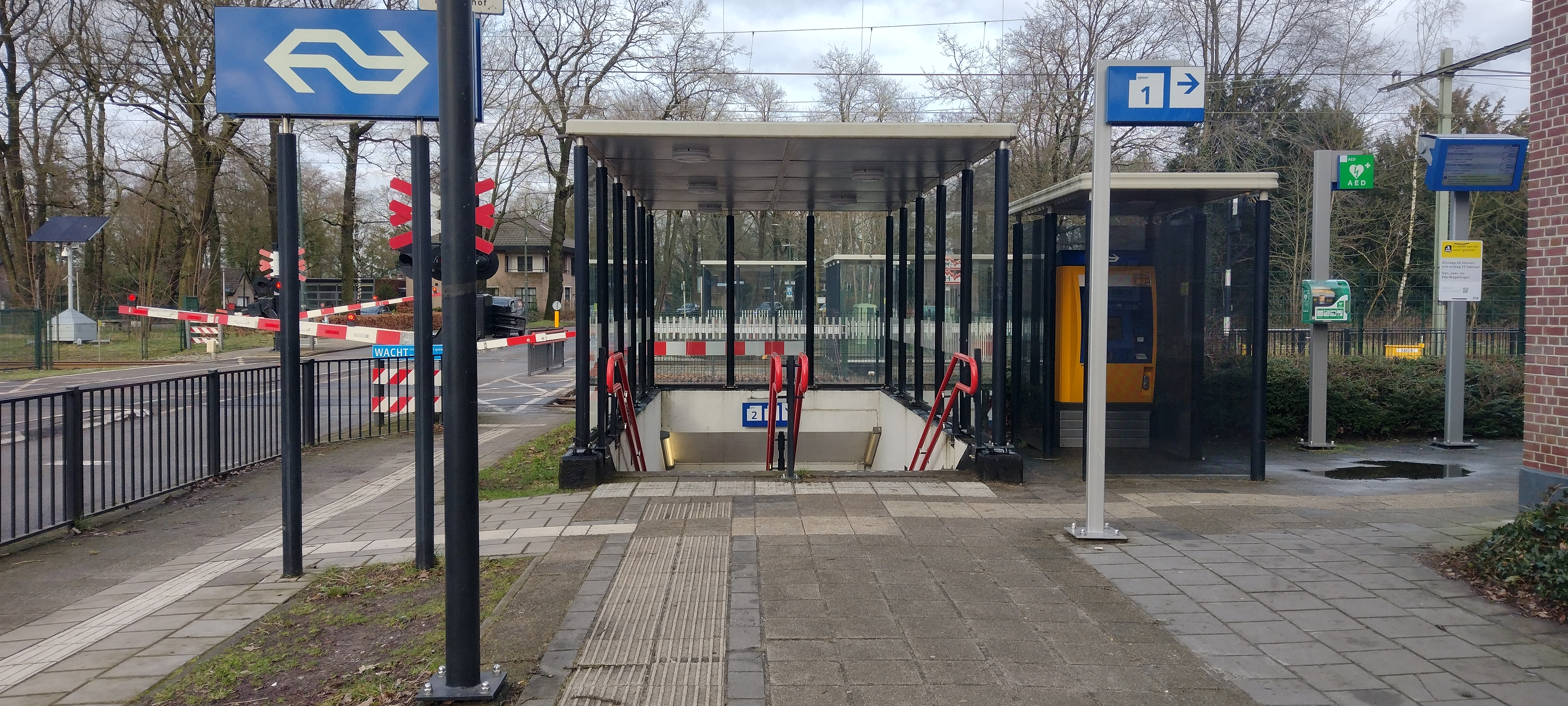
Ingang van de tunnel
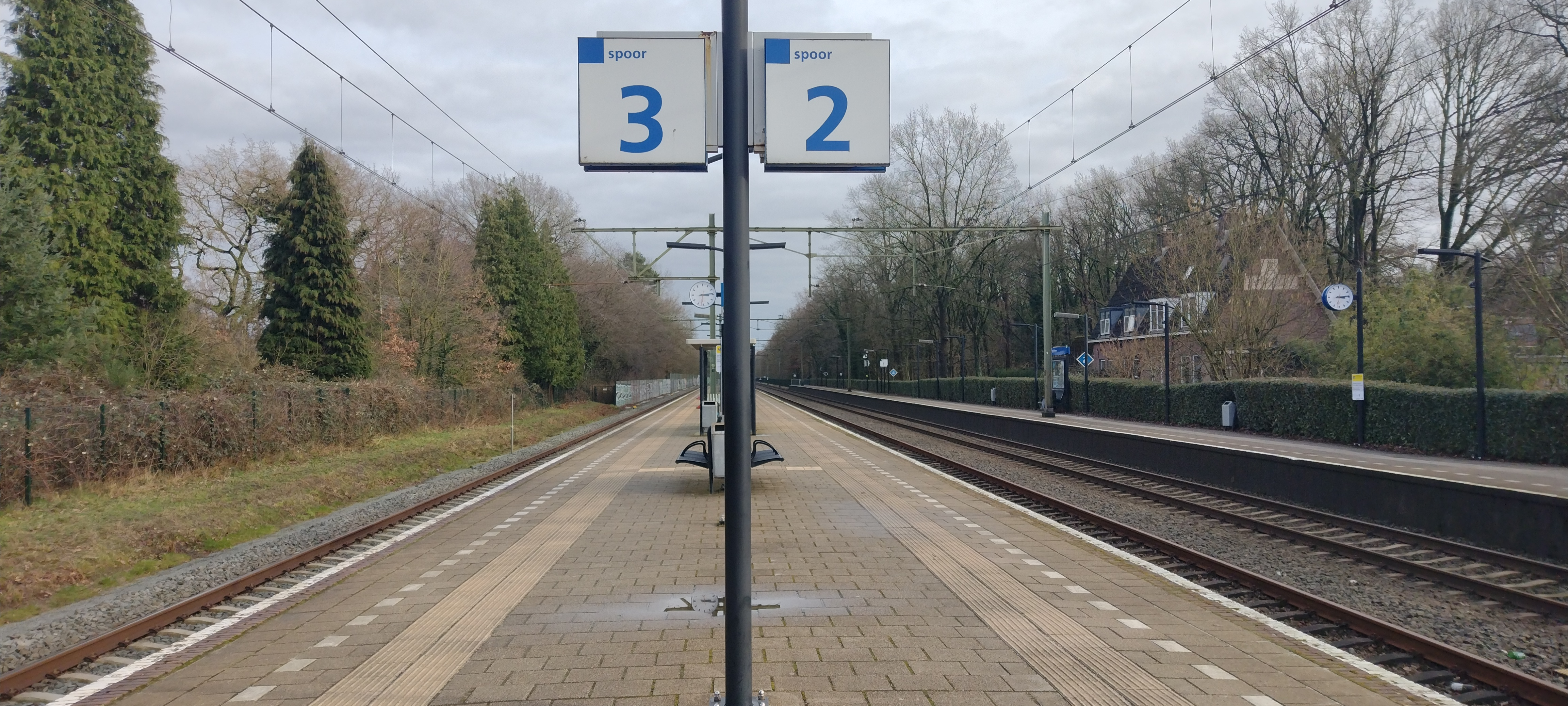
Perrons